# Eurispes
L'Eurispes (dal 1982 al 1993 chiamato Ispes) è un ente privato italiano che si occupa di studi politici, economici e sociali, ed operante nel campo della ricerca politica, economica, sociale e della formazione.
Il suo attuale presidente è Gian Maria Fara, sociologo e docente a contratto presso università italiane. Il segretario generale è Marco Ricceri, storico dell'Unione europea, esperto di politiche sociali e del lavoro.

## Attività
L'Istituto realizza studi e ricerche per conto di imprese, enti pubblici e privati, istituzioni nazionali ed internazionali. Nello stesso tempo, promuove e finanzia autonomamente indagini su temi di interesse sociale, attività culturali, iniziative editoriali.
Tra le attività proposte dall’istituto vi è la presentazione di un nuovo paniere, differente da quello dell'Istituto nazionale di statistica. Il paniere prende come punto di riferimento una famiglia media italiana con 2 figli, cercando di rappresentarne lo stile di vita. La differenza con il paniere ufficiale della rilevazione dei prezzi dell'ISTAT, che considera la spesa media della famiglia come risulta dalle statistiche ufficiali, è quella di escludere dalla rilevazione alcuni beni e servizi che la famiglia media acquista ed utilizza di rado (es. noleggio di automobili, trasporto aereo, imbarcazioni, luna park, alberghi) e nella considerazione, superiore al loro effettivo peso nel paniere medio, delle spese relative alle locazioni, al mutuo della prima abitazione ed ai beni anelastici (generi alimentari, trasporti, servizi, abbigliamento e prodotti per la casa).

### IlRapporto Italia
L'Eurispes pubblica ogni anno dal 1987 il Rapporto Italia, un'analisi sullo stato della politica, dell'economia e della società italiana. Ogni volume è introdotto dalle considerazioni generali del presidente ed è suddiviso in sei dicotomie ognuna delle quali è caratterizzata da dieci schede tematiche.

## Rapporti con l'ISTAT
L'Eurispes nel 2002 ha criticato la capacità di rilevazione dei dati sul territorio da parte dell'Istituto nazionale di statistica, individuando, nel passaggio dalla lira all'euro, un'inflazione all'8%, prezzi alimentari aumentati tra il 2001 e il 2002 del 29 per cento con 14 milioni di famiglie disagiate.

## Ricerche e pubblicazioni
Nel corso dei decenni e a partire dal 1991 l'Istituto ha prodotto, oltre al Rapporto Italia, diverse decine di ricerche, rapporti e pubblicazioni.